# Dating in the Kitchen
Namoro na Cozinha (chinês: 我喜欢你, pinyin: Wǒ xǐhuān nǐ, lit. ‘Eu gosto de você’) (em inglês:  Dating In The Kitchen), é uma telenovela chinesa de romance gastronômico inspirado no romance “终于等到你” (pinyin: Zhōngyú děngdào nǐ, lit. ‘Finalmente, você está aqui’) de Lan Bai Se, sendo apresentada entre os meses de setembro e dezembro de 2020 e disponibilizada pela Tencent Video, We TV e Rakuten Viki. É estrelado pelos atores Rosy Zhao e Lin Shen, com direção de Chen Chang e roteiro de Zhao Xiao Lei, com produção conjunta de Penguin Films, Straw Bear Films, Fengyi Entertainment e Orange Core Media.

## Elenco

### Protagonistas
| Ator      | Personagem            | Introdução |
| --------- | --------------------- | --- |
| Lin Shen  | Lu Jin                | 36 anos. Presidente do Grupo Zhenghong. Extremamente exigente com sua alimentação. Ao negociar a compra do Hotel Bauhinia, conhece a jovem Gu Shengnan. |
| Rosy Zhao | Gu Shengnan (Nan Nan) | 21 anos. Sub-chefe de cozinha no Hotel Bauhinia. Bastante talentosa na cozinha, é a única capaz de lidar com o hóspede do quarto 1123.                  |

### Elenco de Apoio
| Ator           | Personagem            | Introdução |
| -------------- | --------------------- | --- |
| Zhang Xiaoqian | (Richard) Meng Xinjie | Amigo de infância de Lu Jin, trabalha como seu assistente. É apaixonado por Xu Zhaodi.                                                                                     |
| Yu Xin He      | (Celine) Xu Zhaodi    | Melhor amiga de Gu Shengnan. Pensando que Meng Xinjie é rico, passa a tentar seduzí-lo.                                                                                    |
| Fu Jia         | Cheng Ziqian          | Amigo de infância de Gu Shengnan que, com a compra do Hotel Bauhinia, retorna para gerenciá-lo                                                                             |
| Wu Ya Heng     | (Gabriel) Gao Quanan  | Primo do tio de Gu Shengnan. É proprietário de uma loja de roupas. |
| Li Qian        | Li Man                | Diretora-Adjunta do Grupo Zhenghong. Interessada em culinária, prestou curso na Le Cordon Bleu de Paris. Foi colega de Cheng Ziqian na faculdade. É apaixonada por Lu Jin. |
| Xiu Jingshuang | Zheng Hong            | Mãe de Lu Jin. Presidente do Grupo Zhenghong. Discorda do romance entre Lu Jin e Gu Shengnan                                                                               |
| Wang Li        | Lu Mingting           | Pai de Lu Jin e Lu Zheng. Abandonou sua esposa e filho. |
| Yang Ping      | Lin Lijun             | Mãe de Lu Zheng |
| Yu Xiang       | Lu Zheng              | Meio-irmão de Lu Jin. |
| Gao Guangze    | Grande Trompete       | Amigo de Gu Shengnan e auxiliar de cozinha no Hotel Bauhinia . |
| Lu Yilong      | Gu Baoguo             | Avô de Gu Shengnan. Chefe de cozinha de seu próprio pequeno restaurante. Criou a neta.                                                                                     |
| Zhang Xiaowan  | Wei Mengnu            | Colega de Gu Shengnan no Hotel Bauhinia. |
|                | Yu Zhikun             | Chefe de Cozinha no Hotel Bauhinia há treze anos. Desconfia que Gu Shengnan só está crescendo na carreira com o auxílio de alguém. Tenta prejudicá-la.                     |

## Trilha sonora
| Nº | Título                                                                       | Interpretes  | Nota                   |
| -- | ---------------------------------------------------------------------------- | ------------ | ---------------------- |
| 1. | 我，喜欢你 (pinyin: Wǒ, xǐhuān nǐ, lit. ‘Eu gosto de Você’)                  | Rosy Zhao    | Música de abertura     |
| 2. | Love Is For You                                                              | Clare Duan   |                        |
| 3. | Your Smile                                                                   | Estelle      | Música de encerramento |
| 4. | 星星月亮太阳 (pinyin: Xīngxīng yuèliàng tàiyáng, lit. ‘Estrelas, lua e sol’) | Jin Guisheng |                        |
| 5. | Falling In Love                                                              | Lin Tanyu    |                        |

## Produção
A série tem direção de Chen Chang e roteiro de Zhao Xiao Lei. Com produção das companhias Penguin Films, Straw Bear Pictures, Fengyi Entertainment e Orange Core Media e produção executiva de Zhang Na